# Novosadski sajam
Novosadski sajam (code BELEX : NSSJ) est une entreprise serbe qui a son siège social à Novi Sad, dans la province de Voïvodine. Elle travaille dans le domaine de la communication évènementielle.

## Histoire
Novosadski sajam a été admise au libre marché de la Bourse de Belgrade le 12 mars 2007.

## Activités
Novosadski sajam est une entreprise qui travaille dans l'événementiel. Elle organise notamment des foires et des expositions. La société a également créé Radio Sajam, une station de radio de Novi Sad. Occasionnellement, elle produit une émission de télévision intitulée Sajam InfoNet.

## Données boursières
Le 9 novembre 2011, l'action de Novosadski sajam valait 1 480 RSD (17,74 EUR). Elle a connu son cours le plus élevé, soit 7 200 RSD (71,71 EUR), le 22 mars 2007 et son cours le plus bas, soit 1 480 RSD (17,74 EUR), le 1er novembre 2011.